# Rembrandt Brown
Pour les articles homonymes, voir Brown.
Rembrandt Brown est un personnage de la série Sliders, interprété par Cleavant Derricks.

## Histoire
Il s'agit certainement du personnage qui a le plus évolué dans la série et qui est le seul à être resté dans la série entière. Avant la glisse, il se montre très arrogant et prétentieux. Au départ chanteur râleur et dragueur, il plaque son groupe de gospel afin d'entamer une carrière solo. Lorsque Quinn, Wade et le professeur Arturo embarquent pour leur premier voyage, il est accidentellement aspiré lui aussi par le vortex et en voudra longtemps à Quinn de l'avoir (bien malgré lui) embarqué dans cette aventure.
Ses rapports avec sa famille ne sont pas très chaleureux : On sait peu de choses sur son père qu’il ne voit jamais, il s’est brouillé avec sa mère le jour où il est parti commencer une carrière de chanteur et son frère Cézanne se montre souvent jaloux et arrogant envers lui (seulement dans un épisode). Il a été aspiré par un vortex alors qu’il était sur le point de relancer sa carrière.
Dans les seconde et troisième saisons, il devient davantage un homme d’action et trouve sa place au sein du groupe. Dans la quatrième saison, après avoir passé trois mois dans un camp de détention Kromagg, sa personnalité change : il devient plus courageux, plus généreux et ses répliques sont toujours teintées d’humour et/ou de sagesse. Dans la cinquième saison, après le départ de Quinn, il devient le nouveau chef du groupe.
Dans un premier temps, Rembrandt s’exclut volontairement du groupe et lorsqu’il en revient, c’est en général parce qu’il pense qu’il rentrera chez lui dans le prochain monde. Il finit par être un grand complice du Professeur Arturo, puis devient le meilleur ami de Quinn et commence à se rapprocher de Wade, puis de Maggie dans la quatrième saison et de Diana dans la cinquième. Il considère Colin comme un frère et Mallory est pour lui un peu comme son fils. 
À la fin de la Saison 5, Rembrandt glisse seul vers sa planète envahie par les kromaggs après s'être injecté un virus tuant les envahisseurs. Malheureusement, on ne sait pas s'il survit ou pas à la glisse....